# St. Remberti, Pastorenhaus
Das ehemalige St. Remberti, Pastorenhaus befindet sich in Bremen, Stadtteil Mitte, Ortsteil Ostertor, Rembertiring 40. Es entstand um 1834 nach Plänen von Johann Hinrich Schröder.
Das Gebäude steht seit 1976 unter Bremer Denkmalschutz.

## Geschichte
Die dritte Remberti-Kirche in Bremen entstand nach 1737. Die vierte Remberti-Kirche wurde 1871 am gleichen Standort errichtet und im Zweiten Weltkrieg 1942 zerstört. Die fünfte Rembertikirche entstand 1951 in Bremen-Schwachhausen; heute Sitz der Kirchgemeinde.
Das zweigeschossige, verputzte, fünfachsige Wohnhaus mit einem Walmdach wurde 1834 in der Epoche des Klassizismus am damaligen kleinen Platz an der linken Seite der dritten Rembertikirche gebaut. Unweit wurde um 1860 das St. Remberti, Schwestern- und Gemeindehaus gebaut (Rembertiring 46). Nach der Zerstörung der Kirche und dem Straßenausbau des Rembertiringes hat sich die Umgebung des Hauses stark verändert. Die Kirche verkaufte das Haus auf Grund ihres neuen Standortes.

Die mehrfach ausgezeichneten Brüder Max und Heinrich Thein wirkten hier von 1993 bis 2014 als Instrumentenbaumeister für Blechblas- und Schlagzeuginstrumente. Sie entwickelten eine komplette Blechblaskollektion mit Piccolo-Trompete, Tuba, Posaune bis zum Waldhorn. Die 1974 gegründete Firma beschäftigte bis zu zehn Mitarbeiter. Über dem mittigen Eingang befand sich als Auslegerschild ein  Waldhorn.
Heute (2018) wird das Gebäude von der Inneren Mission zum Wohnen als Notunterkunft für Männer und für Büro genutzt.